# Les Hautes-Rivières

Les Hautes-Rivières este o comună în departamentul Ardennes din nordul Franței. În 1 ianuarie 2022 avea o populație de 1.253 de locuitori.